# János Mátyus
János Mátyus (Győr, 20 dicembre 1974) è un ex calciatore ungherese, di ruolo difensore.

## Carriera

### Club
Difensore centrale o terzino sinistro, durante la sua carriera ha giocato tra Ungheria, Germania, Scozia e Austria, vincendo solamente una Coppa d'Ungheria nel 1996 col Kispest. Totalizza più di 350 presenze tra i professionisti.

### Nazionale
Il 25 marzo 1998 esordisce in Nazionale contro l'Austria, sfida vinta 2-3. È convocato con frequenza in Nazionale fino al 2002: in cinque anni conta 34 presenze e 3 reti con la Nazionale ungherese.

## Palmarès

### Club

#### Competizioni nazionali
- Coppa d'Ungheria: 1

Kispest Honvéd: 1995-1996